# Vampyriscus
Vampyriscus – rodzaj ssaków z podrodziny owocnikowców (Stenodermatinae) w obrębie rodziny liścionosowatych (Phyllostomidae).

## Rozmieszczenie geograficzne
Rodzaj obejmuje gatunki występujące w Ameryce Centralnej i Południowej.

## Morfologia
Długość ciała 45–70 mm, długość ucha 11–18 mm, długość tylnej stopy 7,5–12 mm, długość przedramienia 30,4–38,3 mm; masa ciała 4,8–13 g.

## Systematyka
Rodzaj zdefiniował w 1900 roku angielski zoolog Oldfield Thomas w artykule zatytułowanym Opisy nowych ssaków neotropikalnych, opublikowanym w czasopiśmie „The Annals and Magazine of Natural History”. Gatunkiem typowym jest (oryginalne oznaczenie) żółtouch dwuzębny (V. bidens). 

### Etymologia
- Vampyriscus: rodzaj Vampyrus Leach, 1821 (widmowiec); łac. przyrostek zdrabniający -iscus[8].
- Metavampyressa: gr. μετα meta ‘pośród, pomiędzy, obok’; rodzaj Vampyressa O. Thomas, 1900 (żółtouch)[2]. Gatunek typowy (oryginalne oznaczenie): Vampyressa nymphaea o. Thomas, 1909.

### Podział systematyczny
Do rodzaju należą następujące gatunki:
| Grafika | Gatunek              | Autor i rok opisu     | Nazwa zwyczajowa   | Podgatunki         | Rozmieszczenie geograficzne | Podstawowe wymiary                                     | Status IUCN |
| ------- | -------------------- | --------------------- | ------------------ | ------------------ | --- | ------------------------------------------------------ | ----------- |
|         | Vampyriscus bidens   | (Dobson, 1878)        | żółtouch dwuzębny  | gatunek monotypowy | Nizina Amazonki i Wyżyna Gujańska w Kolumbii, Wenezueli, regionie Gujana, Ekwadorze, Peru, Brazylii oraz północnej i środkowej Boliwii; zakres wysokości: 200–1000 m n.p.m. | DC: 5–6 cm DO: bezogonowy DP: 3,5–3,7 cm MC: 11–13 g   | LC          |
|         | Vampyriscus brocki   | (R.L. Peterson, 1968) | żółtouch figowy    | gatunek monotypowy | południowo-wschodnia Kolumbia, region Gujana, północna Brazylia i Peru | DC: 4,5–5,5 cm DO: bezogonowy DP: 3–3,3 cm MC: 4,8–6 g | LC          |
|         | Vampyriscus nymphaea | (O. Thomas, 1909)     | żółtouch pręgowany | gatunek monotypowy | od Hondurasu do Panamy, wzdłuż wybrzeża do zachodniej Kolumbii i północno-zachodniego Ekwadoru                                                                              | DC: 4,7–7 cm DO: bezogonowy DP: 3,4–3,8 cm MC: 10–13 g | LC          |

Kategorie IUCN:  LC  – gatunek najmniejszej troski.